# Facheca
Facheca (en valenciano y oficialmente Fageca) es un municipio de la Comunidad Valenciana (España) situado en el norte de la provincia de Alicante, en la comarca del Condado de Cocentaina. Cuenta con una población de 100 habitantes (INE 2024).

## Geografía
Facheca se encuentra enclavada en el valle de Seta, entre las montañas de Serrella y de Alfaro. 
Limita con los términos municipales de Cuatretondeta, Benimasot, Tollos, Famorca y Confrides.

### Clima
Facheca se estima que tiene una precipitación media anual de 600 mm[cita requerida] y una temperatura media anual situada en torno a los 15 °C.
Los inviernos son moderadamente fríos debido a la altitud; suele nevar todos los años y las heladas son frecuentes de diciembre a febrero, algunas veces muy destacables pudiendo llegar a -6 °C. Los veranos son cálidos, aunque las temperaturas mínimas durante los veranos suelen ser moderadamente frescas en comparación con las de localidades cercanas.

## Historia
El topónimo Facheca proviene del latín  fagus, que significa "haya", árbol que tiempo atrás era muy común en esta zona. En mozárabe, haya se dice “fayo”.
Tras la conquista cristiana a mediados del siglo XIII, quedó bajo jurisdicción de los marqueses de Guadalest. Facheca fue un lugar de moriscos que, en el año 1602, contaba con 34 familias. Precisamente, en 1609 sus habitantes se sublevaron con motivo del decreto de expulsión de los moriscos; posteriormente fue repoblada con mallorquines. Su iglesia fue erigida en parroquia desde el 1574, dándosele como anexa la de Famorca y dependiente de ella la de Benimasot hasta mediados del siglo XX.

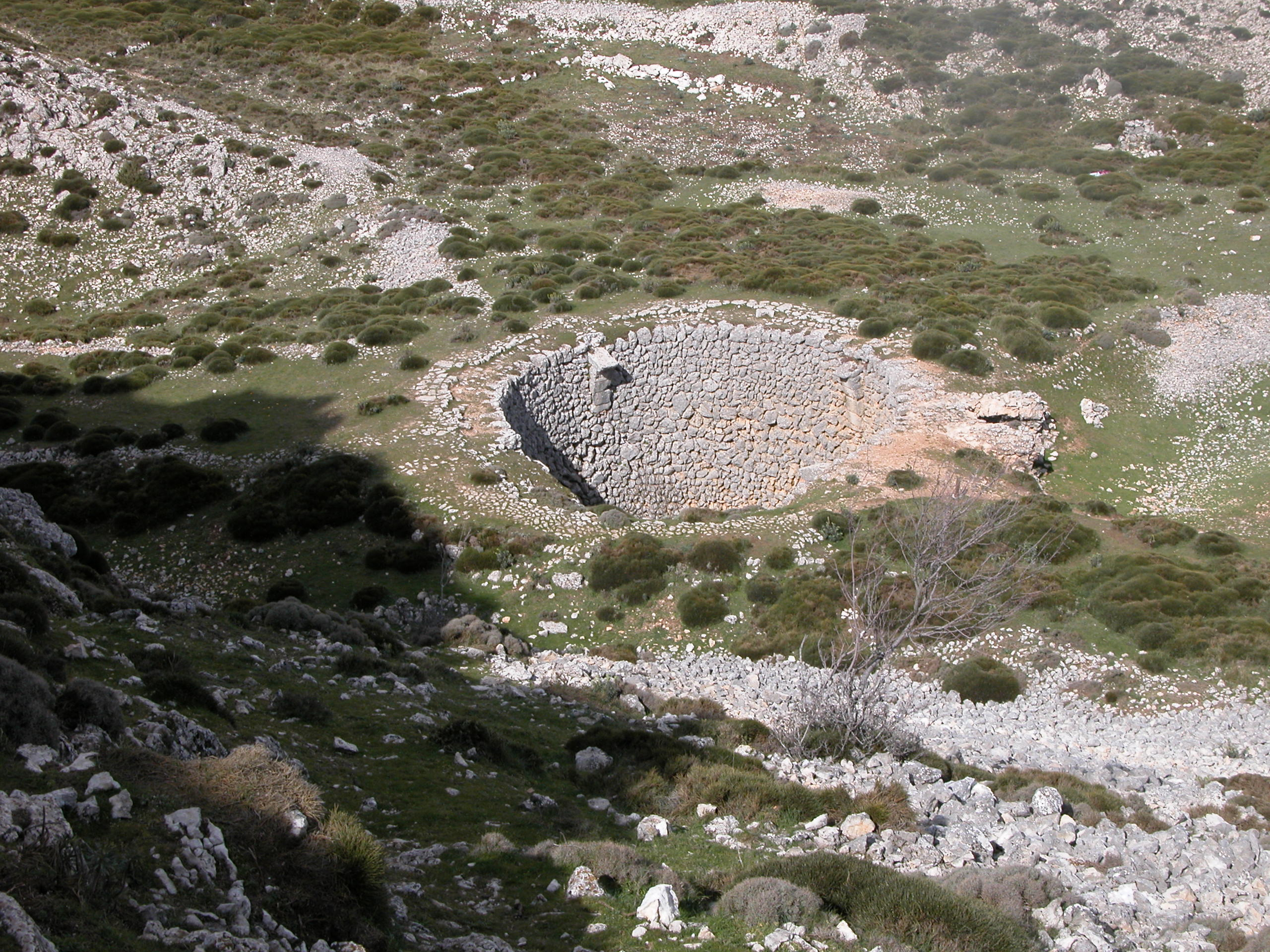
Nevero de Facheca en el “Pla de la Casa” (Serrella)

## Geografía humana

### Demografía
Cuenta con una población de 100 habitantes (INE 2024).
| Gráfica de evolución demográfica de Facheca entre 1842 y 2021                                                         |
| |
| Población de derecho según los censos de población del INE. Población de hecho según los censos de población del INE. |

| Población | 414 | 369 | 294 | 284 | 270 | 263 | 257 | 251 | 227 | 232 | 178 | 139 | 134 | 93 |

### Economía
La economía es agrícola, siendo el cultivo de olivos y de almendros mayoritario.

## Política
|                                               |         |           |       |         |            |            |
| Elecciones municipales del 24 de mayo de 2015 |         |           |       |         |            |            |
| Partido                                       | Partido | Candidato | Votos | Votos   | Concejales | Concejales |
| Partido Popular                               |         |           | 53    | 58,89 % | 4          | 0          |
| Units per Fageca                              |         |           | 35    | 38,89 % | 1          | 1          |
| Fuente: Ministerio del Interior (España).     |         |           |       |         |            |            |

## Monumentos y lugares de interés
Destaca la iglesia de la plaza (Iglesia al Espíritu Santo) y el olmo centenario que hace apenas unos años murió debido a una terrible enfermedad que ha azotado prácticamente a la totalidad de olmos de la provincia (grafiosis). En la actualidad, ya solo se conserva el tronco, que da una idea de la magnitud del árbol. 
En el término municipal se encuentra la Torre del Pla de la Casa, que situado a 1359 m de altitud es el castillo más alto de la provincia de Alicante.

## Fiestas
Las fiestas de Fageca son en honor a "la Mare de Deu del Dolors i l'Esperit Sant" y se celebran la semana del cuarto domingo de agosto.